# Ray Dolby
Ray Milton Dolby OBEh (født 18. januar 1933, død 12. september 2013) var en amerikansk ingeniør og opfinder af støj-reduktionssystemet kendt som Dolby NR. Han var også medopfinder af videobåndoptageren ved Ampex. Han var grundlægger af Dolby Laboratories. Han var også milliardær og medlem af Forbes 400 med en estimeret formue på $2,9 milliarder i 2008 selvom formuen september 2012 var skrumpet til $2,4 milliarder.

## Udmærkelser og æresbevisninger
- 1971: AES Silver Medal[3]
- 1979: 51st Academy Awards — Academy Award, Scientific or Technical[4]
- 1983: SMPTE Progress Medal For his contributions to theater sound and his continuing work in noise reduction and quality improvements in audio and video systems and as a prime inventor of the videotape recorder[5]
- 1985: SMPTE Alexander M. Poniatoff Gold Medal
- 1986: honorary Officer af Most Excellent Order of the British Empire (OBE)
- 1988: Eduard Rhein Ring of Honor fra det tyske Eduard Rhein Foundation[6]
- 1989: 61st Academy Awards — Academy Award, Scientific or Technical[4]
- 1989: Emmy af National Academy of Television Arts and Sciences (NATAS)
- 1992: AES Gold Medal[3]
- 1995: Special Merit/Technical Grammy Award
- 1997: U.S. National Medal of Technology
- 1997: IEEE Masaru Ibuka Consumer Electronics Award[7]
- 1999: æresdoktorgrad fra University of York
- 2000: æresvidenskabdoktorgrad fra Cambridge University
- 2003: Charles F. Jenkins Lifetime Achievement Award af Academy of Television Arts and Sciences [8]
- 2004: inducted into the National Inventors Hall of Fame og Consumer Electronics Hall of Fame
- 2010: IEEE Edison Medal
- 2014: Stjerne på Hollywood Walk of Fame[9]

## US patenter
- U.S. Patent 3.631.365 , Signal compressor, filed 1969.

## Eksterne links
- Wikimedia Commons har flere filer relateret til Ray Dolby
- Ray Dolby på Internet Movie Database (engelsk)
- Ray Dolby bio Arkiveret 27. marts 2009 hos  Wayback Machine
- Dolby, R. (2002-05-11). Some Musings on Progress in Audio. Heyser lecture at Audio Engineering Society. Retrieved on 2007-03-26 from http://aes.org/technical/112Heyser.cfm Arkiveret 15. oktober 2008 hos  Wayback Machine.
- 2004 Interview With Dolby
- Group photo of the Ampex VTR team including Ray Dolby